# Newville (Alabama)
 Newville, Alabama és una població dels Estats Units a l'estat d'Alabama. Segons el cens del 2000 tenia 553 habitants.

## Demografia
Segons el cens del 2000, Newville tenia 553 habitants, 221 habitatges, i 163 famílies. La densitat de població era de 53,1 habitants/km².
Dels 221 habitatges en un 32,6% hi vivien nens de menys de 18 anys, en un 52% hi vivien parelles casades, en un 17,2% dones solteres, i en un 26,2% no eren unitats familiars. En el 23,1% dels habitatges hi vivien persones soles l'11,8% de les quals corresponia a persones de 65 anys o més que vivien soles. El nombre mitjà de persones vivint en cada habitatge era de 2,5 i el nombre mitjà de persones que vivien en cada família era de 2,93.
Per edats la població es repartia de la següent manera: un 27,1% tenia menys de 18 anys, un 5,8% entre 18 i 24, un 27,8% entre 25 i 44, un 21,5% de 45 a 60 i un 17,7% 65 anys o més.
L'edat mediana era de 37 anys. Per cada 100 dones hi havia 86,2 homes. Per cada 100 dones de 18 o més anys hi havia 84,9 homes.
La renda mediana per habitatge era de 27.596 $ i la renda mediana per família de 31.375 $. Els homes tenien una renda mediana de 25.714 $ mentre que les dones 21.250 $. La renda per capita de la població era de 13.890 $. Aproximadament el 8,9% de les famílies i el 14,9% de la població estaven per davall del llindar de pobresa.

## Poblacions més properes
El següent diagrama mostra les poblacions més properes.